# Іщенко Олексій Тимофійович
Іщенко Олексій Тимофійович (народився бл. 1750 — помер в 1811) — золотар 18 — початку 19 століть. Працював у Києві на Подолі.
Виконував замовлення Києво-Печерської лаври і Михайлівського Золотоверхого монастиря.
Позолотив 1778—1779 лаврські Трапезну і Всіхсвятську церкви, 1780-81 — куполи Успенського собору, 1782 — купол Великої лаврської дзвіниці (все — у співавторстві).
1784 виготовив срібні карбовані царські врата Воздвиженської церкви, для її престолу 1785 викарбував срібні накладні прикраси, оправлені I. Атаназевичем.
Створив 1785 шати на ряд ікон, для Євангелія (1707, 1785), позолотив панікадило (1790).